# Aeroporto di Fernando de Noronha
L'Aeroporto di Fernando de Noronha (in portoghese Aeroporto de Fernando de Noronha - Governador Carlos Wilson) è uno scalo aereo brasiliano che serve l'isola di Fernando de Noronha.

## Storia
L'aeroporto fu costruito nel 1934. Otto anni più tardi, durante la seconda guerra mondiale, fu ampliato dalla US Air Force.
Nel 1975 fu ulteriormente ampliato per consentire l'atterraggio dei Boeing.

### Incidenti
- 14 dicembre 1987: un Lockheed C-130H Hercules dell'aeronautica brasiliana, registrato FAB-2468, in volo da Recife a Fernando de Noronha, si è schiantato in mare poco prima dell'atterraggio. Tutti i 29 membri dell'equipaggio e i passeggeri sono morti[1].
- 20 settembre 1990: un Embraer EMB110P1 Bandeirante immatricolato PT-PAW, appartenente al governo di Pernambuco, in volo da Fernando de Noronha a Recife, si è schiantato in mare poco dopo il decollo. Tutti i 12 membri dell'equipaggio e i passeggeri sono morti[2].